# Comarca da Baixa Limia
A Baixa Limia is een comarca van de Spaanse provincie Ourense, gelegen in de autonome regio Galicië. De hoofdstad is Lobios en het heeft 9245 inwoners (2005).

## Gemeenten
Bande, Entrimo, Lobeira, Lobios en Muíños.